# Sacré-Cœur (Lourdes)

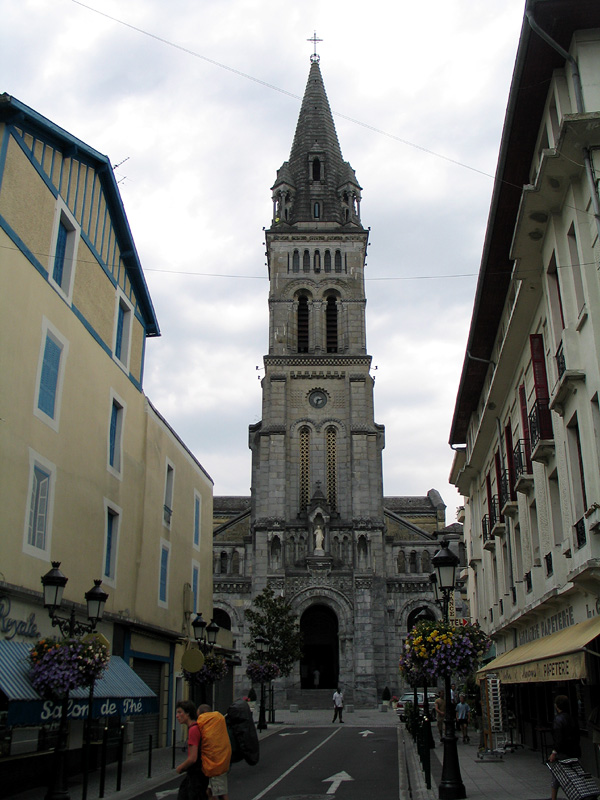
Kirche Sacré-Coeur in Lourdes

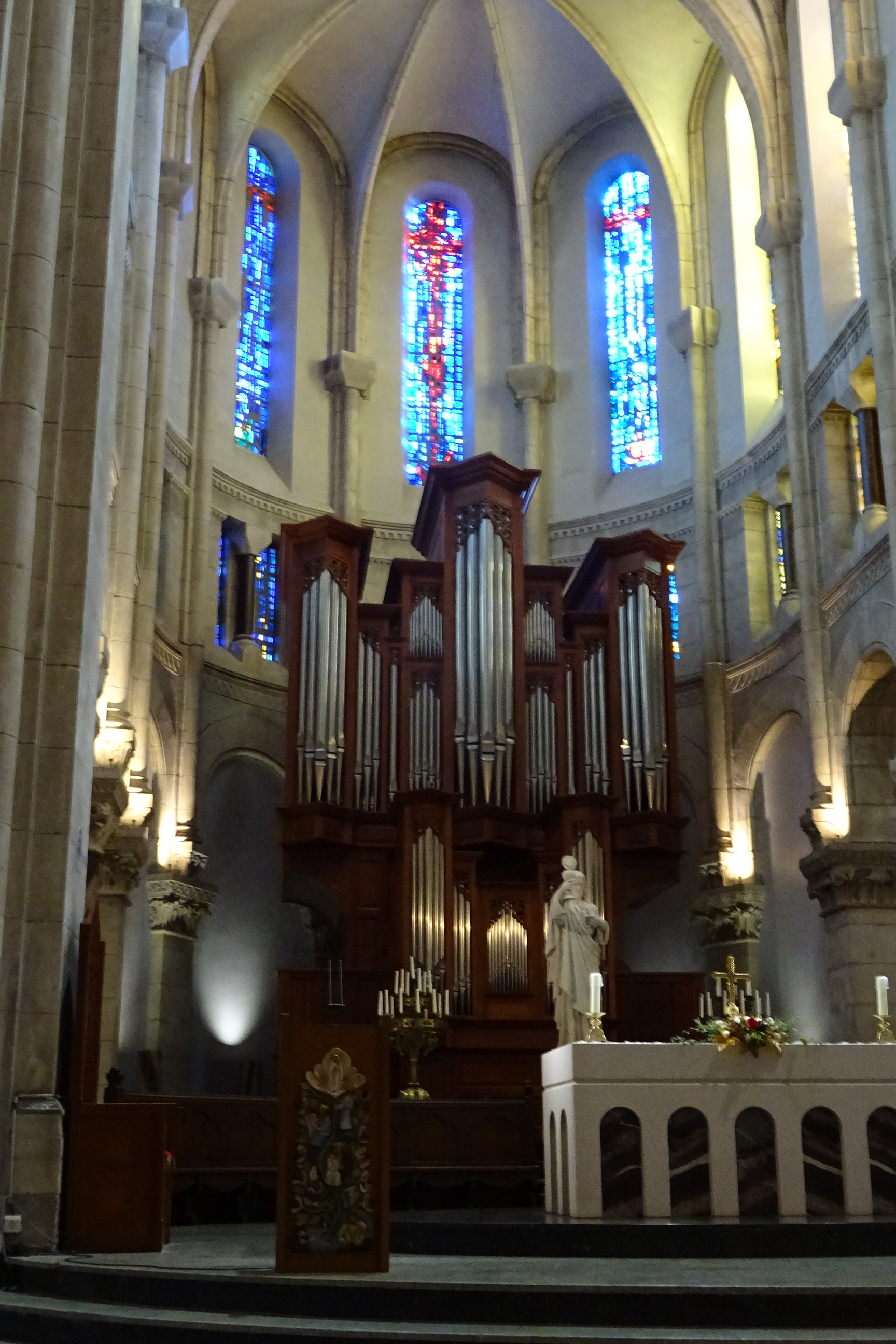
Sacré-Cœur in Lourdes (Chor)

Die Kirche Sacré-Coeur ist die römisch-katholische Pfarrkirche der französischen Stadt Lourdes im Département Hautes-Pyrénées.

## Lage und Patrozinium
Die Kirche Sacré-Coeur steht im Herzen der Stadt Lourdes unweit des Platz Peyramale, mit dem sie durch die Rue de l’Église verbunden ist. Sie ist dem Patrozinium des „Heiligsten Herzens Jesu“ geweiht.

## Geschichte und Architektur
Das Aufstreben des Wallfahrtsortes Lourdes im Anschluss an die Marienerscheinungen der heiligen Bernadette Soubirous im Jahr 1858 bewogen Pfarrer Dominique Peyramale zum Bau einer größeren Kirche an Stelle der bestehenden romanischen Kirche St-Pierre, die er bereits vor den Erscheinungen zu erweitern wünschte. Die geostete Kirche wurde von Architekt Édouard Delebarre-Debay (1836–1891) im neuromanischen Stil geplant. 1875 kam es zum Baubeginn. 1877 starb Peyramale. Der Bau gestaltete sich schleppend bis 1903 und kam erst 1936 durch Errichtung des Glockenturms zum Abschluss. Die Vorgängerkirche wurde 1905 abgerissen. Die dreischiffige Kirche ist 56 Meter lang, 26 Meter breit und 25 Meter hoch. Der Turm misst 65 Meter.

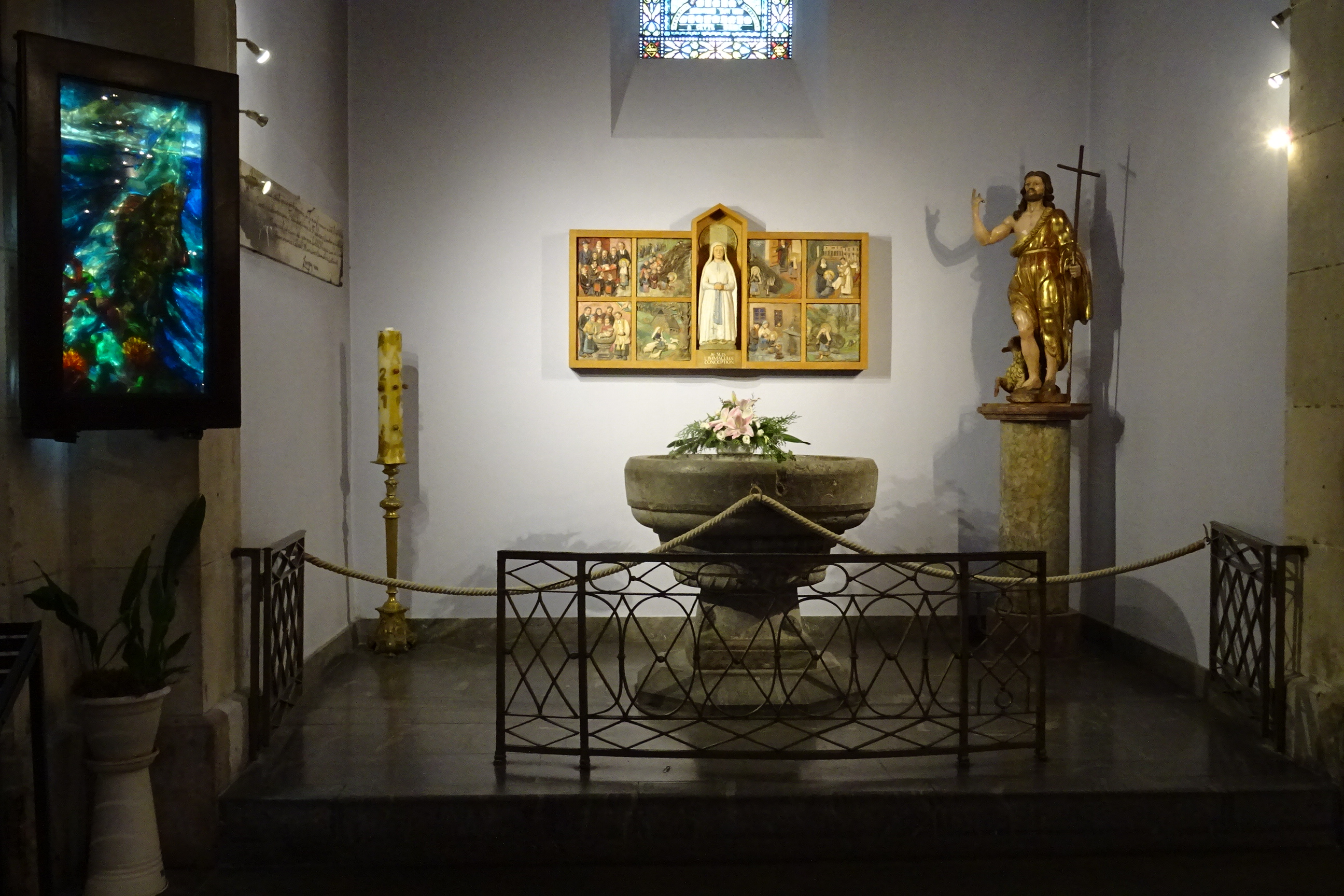
Taufbecken in der Kirche Sacré-Cœur von Lourdes

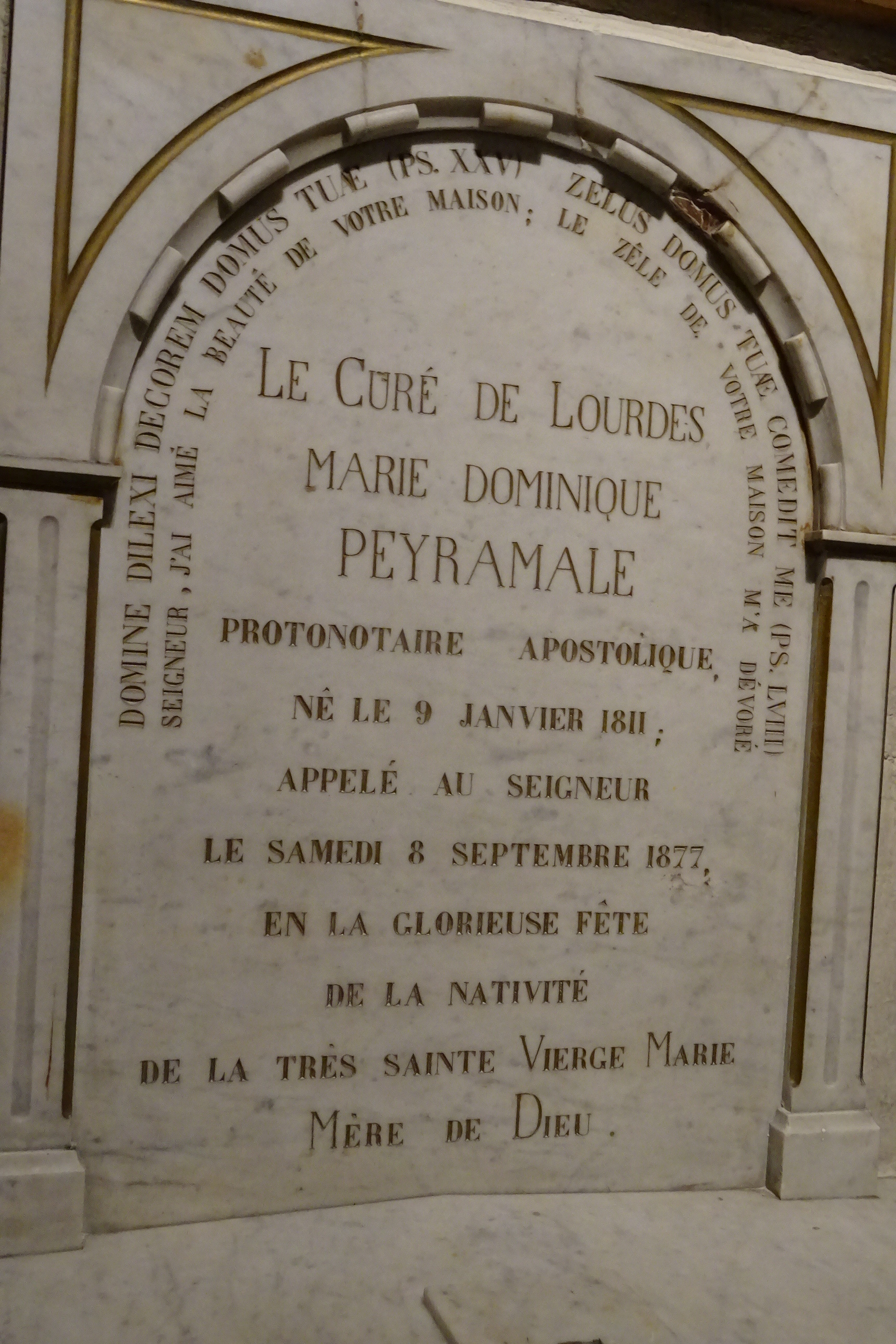
Grabplatte von Pfarrer Peyramale

## Ausstattung
14 teils farbige Säulen, mehrere Seitenkapellen, die Rosetten des Querhauses und der hohe Chor verleihen der Kirche ein stattliches Aussehen. Aus der Vorgängerkirche stammt das Taufbecken, in dem Bernadette Soubirous getauft wurde. Deshalb ist die Kirche Station des Entdeckungsrundgangs „Weg von Bernadette“.
In der Krypta befindet sich das Grabmal von Pfarrer Peyramale.
Die farbigen Fenster von Gabriel Loire entstanden in der Zeit von 1966 bis 1985.
Die Orgel an der Westseite der Kirche wurde von dem Orgelbauer Pesce Frères et Fils zwischen 1966 und 1997 erbaut und installiert. Die Orgelbauer benutzten bei ihrer Konstruktion 40 % der Pfeifen einer Vorgängerorgel aus dem 17. Jahrhundert.